# Quartetto per pianoforte e archi n. 1 (Brahms)

Il Quartetto n. 1 per pianoforte ed archi in sol minore, opus 25, è un quartetto per violino, viola, violoncello e piano di Johannes Brahms. Composto nel 1861 ad Hamm,  fu eseguito il 16 novembre 1861 ad Amburgo, con Clara Schumann al piano. Venne nuovamente eseguito a Vienna il 16 novembre 1862, con Brahms stesso al piano, insieme ai membri del Hellmesberger Quartet. e pubblicato nel 1863. 

## Struttura
1. Allegro (in 4/4)
2. Intermezzo (allegro ma non troppo in do minore in 9/8)
3. Andante con moto (in mi bemolle maggiore in 3/4)
4. Rondò alla zingarese (presto in 2/4)

- La durata dell'esecuzione è di circa quaranta minuti.